# 科洛季伊夫卡 (卡緬涅茨-波多利斯基區)
48°36′53″N 26°55′11″E / 48.61472°N 26.91972°E
科洛季伊夫卡（烏克蘭語：Колодіївка）是位於烏克蘭西部赫梅利尼茨基州的卡緬涅茨-波多利斯基區的村莊，面積4.08平方公里，2001年人口1,042，人口密度每平方公里255.27人。